# П. И. П. Кодевиго (Падова)
П. И. П. Кодевиго је насеље у Италији у округу Падова, региону Венето.
Према процени из 2011. у насељу је живело 48 становника. Насеље се налази на надморској висини од 0 м.